# Les premières années
A Les premières années (magyarul Első évek) Céline Dion kanadai énekesnő francia dalainak válogatásalbuma, mely 1993. december 6-án jelent meg Franciaországban.

## Háttér
A CD-n olyan dalok váltak elérhetővé, melyek korábban csak hanglemezen léteztek, és így szinte csak a gyűjtőknek állhatott rendelkezésére. A lemezt Franciaországban adták ki, Un garçon pas comme les autres (Ziggy) című dala nagy sláger volt abban az időben. 1995 októberében újra kiadták, majd a The Colour of My Love és Falling into You más országokbeli sikere után ez a lemez is megjelent a világ többi részén is (más-más borítókkal és kiadók által). A lemez En amour és Comment t'aimer című dalai korábban csak B-oldalas dalokként jelentek meg.

## Dalok listája
| #   | Cím                             | Szerző(k)                           | Hossz |
| --- | ------------------------------- | ----------------------------------- | ----- |
| 1.  | D'amour ou d'amitié             | E. Marnay, R. Vincent, J.P. Lang    | 4:05  |
| 2.  | Visa pour les beaux jours       | E. Marnay, C. Loigerot, T. Geoffroy | 3:28  |
| 3.  | En amour                        | E. Marnay, C. Loigerot, T. Geoffroy | 3:20  |
| 4.  | Les oiseaux du bonheur          | E. Marnay, A. Popp                  | 3:28  |
| 5.  | Tellement j'ai d'amour pour toi | E. Marnay, H. Giraud                | 3:01  |
| 6.  | La religieuse                   | D. Barbelivien                      | 3:32  |
| 7.  | C'est pour toi                  | E. Marnay, F. Orenn                 | 4:07  |
| 8.  | Ne partez pas sans moi          | N. Martinetti, A. Sereftug          | 3:07  |
| 9.  | Mon ami m'a quittée             | E. Marnay, C. Loigerot, T. Geoffroy | 3:05  |
| 10. | Avec toi                        | E. Marnay, C. Loigerot, T. Geoffroy | 3:18  |
| 11. | Mon rêve de toujours            | E. Marnay, J. P. Goussaud           | 4:23  |
| 12. | Du soleil au cœur               | A. Popp, J.C. Massoulier            | 2:46  |
| 13. | À quatre pas d'ici              | E. Marnay, A. Hill, P. Sinfield     | 4:00  |
| 14. | Un amour pour moi               | E. Marnay, C. Loigerot, T. Geoffroy | 3:23  |
| 15. | Billy                           | E. Marnay, P. Lemaitre              | 3:09  |
| 16. | Comment t'aimer                 | E. Marnay, R. Musumarra             | 4:00  |
| 17. | Je ne veux pas                  | E. Marnay, R. Musumarra             | 4:06  |
| 18. | C'est pour vivre                | E. Marnay, A. Popp                  | 4:04  |

## Listahelyezések
| Ország             | Legjobb helyezés | Ennyi héten át | Minősítés | Eladott példányszám |
| ------------------ | ---------------- | -------------- | --------- | ------------------- |
| Vallónia           | 12               | 24             | n/a       | n/a                 |
| Franciaország      | 30               | 3              | Arany     | 100 000             |
| Egyesült Királyság | 135              | 2              | -         | n/a                 |

## Fordítás
Ez a szócikk részben vagy egészben  a   Les premières années című angol Wikipédia-szócikk fordításán alapul.  Az eredeti cikk szerkesztőit annak laptörténete sorolja fel. Ez a jelzés csupán a megfogalmazás eredetét és a szerzői jogokat jelzi, nem szolgál a cikkben szereplő információk forrásmegjelöléseként.